# Hopvlieskelkje
Het hopvlieskelkje (Hymenoscyphus humuli) is een schimmel behorend tot de familie Helotiaceae. Het leeft saprotroof op  stengels van hop (Humulus lupuli).

## Kenmerken
De vruchtlichamen zijn zittend of hebben een korte steel. De diameter is tot 1 mm. De kleur is okergeel. De asci meten 65-90 × 10-12 µm en de ascosporen zijn 0-1 septaat en meten (15)18-22 × 3,5-4,5(6).

## Verspreiding
Het hopvlieskelkje komt in Nederland zeldzaam voor.